# Crackdown
Crackdown és un videojoc d'acció en tercera persona de món obert exclusiu per a Xbox 360. Es va publicar el 20 de febrer de 2007 a Amèrica del Nord i el 23 de febrer de 2007 a la resta del món. Crackdown ha estat desenvolupat per Realtime Worlds, i distribuït per Microsoft Game Studios. Va ser realitzat pel fundador de Realtime Worlds, David Jones, creador també de la saga Grand Theft Auto i Lemmings.
Crackdown és un agent de policia genèticament millorat de la perillosa ciutat Pacific City que treballa per l'Agència (el govern), encarregat de derrotar tres senyors de la delinqüència i els seus sindicats de crim organitzat. Les habilitats de l'agent milloren derrotant tant els senyors de la delinqüència com els seus subordinats, així com completant activitats opcionals, com ara curses al carrer i caceres de carronyers. El joc no és lineal: en lloc de seguir una seqüència de missió rígida, els jugadors poden seleccionar lliurement l'enfocament per completar les seves missions i activitats. El joc presenta un mode de joc cooperatiu de dos jugadors mitjançant Xbox Live.
Crackdown, inicialment previst per al llançament de l'Xbox original, es va concebre com un vast món en què els jugadors podien experimentar i explorar lliurement. Microsoft Game Studios va incloure còpies específicament marcades de Crackdown amb un codi d'accés a la versió de prova multijugador de la molt esperada Beta de Halo 3. El joc va vendre 1,5 milions de còpies en els seus primers sis mesos de llançament. Va rebre l'aclamació de la crítica per part dels revisors i és àmpliament considerada com la millor entrada a la sèrie. Ha obtingut diversos premis per la seva jugabilitat innovadora. Una seqüela, Crackdown 2, va ser llançat al juliol de 2010 per Ruffian Games sense el treball d'en Jones, i Crackdown 3 va ser alliberat per l'Xbox One i Microsoft Windows el febrer del 2019, de nou dirigida per Jones.

## Argument
Crackdown té lloc a la perillosa ciutat de Pacific City, els districtes i àrees dels quals es divideixen en quatre illes. La ciutat està controlada per tres organitzacions criminals: Los Muertos, una banda de traficants de drogues d'Amèrica Central que dirigeix "La Mugre"; Els Volk (en rus significa "Llop"), un grup de milícies de l'Europa Oriental que domina "el cau"; i la Corporació Shai-Gen, un òrgan de govern corrupte originari de l'Àsia oriental que domina "El Corredor". Normalment, una organització policial anomenada els «Pacificadors» («Peacekeepers» en la versió en anglès) mantenen la ciutat sota control; les seves forces, però, van quedar desbordades per l'augment sobtat de la delinqüència. Per tant, la ciutat va demanar ajuda addicional a «l'Agència», una organització que, a més d'equipar i donar suport als agents de Pacificadors, ha utilitzat tècniques quirúrgiques i avançades de tecnologia cibernètica per crear supersoldats coneguts com a "Agents". L'Agència té la seu a un antic hotel al centre de la ciutat. El jugador assumeix el paper d'un dels seus agents i té la tasca d'abatre sistemàticament les tres bandes criminals, mantenint al mateix temps la seguretat de la població i de les forces de pau. Les accions de l'Agent són supervisades contínuament per l'Agència i el seu director (expressat per Michael McConnohie en la versió en anglès) que proporcionen informes continus del seu progrés. Cada banda es troba en una illa de la ciutat i la missió de Crackdown és acabar amb tota la delinqüència i establir la pau i el domini de l'Agència.
Durant tot el joc, el jugador recorre Pacific City, eliminant sistemàticament els líders de les tres bandes. En derrotar els caps i generals de les bandes, l'Agent ha de sufocar un motí final per part dels membres de les bandes restants a la zona que, després d'eliminar-la, farà que aquesta ciutat estigui gairebé lliure de delictes. Una vegada que les tres bandes són completament exterminades, a la fase final del joc, el director revela a l'Agent que hi havia un motiu posterior per a les accions de l'Agència: l'Agència havia autoritzat secretament les tres bandes, en primer lloc, per infondre por als residents de Pacific City, creant així la necessitat que l'Agència controli la ciutat, i l'acceptació de la població quan es va fer càrrec. Els comentaris del director de l'Agència suggereixen que l'Agència replicarà aquest pla en altres ciutats del món per crear un Nou Ordre Mundial.

## Jugabilitat

A Crackdown, l'Agent pot utilitzar diversos poders sobrehumans, inclosa la força millorada, per derrotar els seus enemics.

Crackdown és un videojoc d'acció en tercera persona situat en un entorn de món obert, semblant a Mercenaries: Playground of Destruction. Després de seleccionar un dels personatges predefinits de l'Agent, el jugador és assignat per derrotar el cap de cada banda, tot i que no hi ha un enfocament precís per fer-ho, deixant als jugadors seleccionar el mètode que prefereixen. Tot i que el jugador pot enfrontar-se a cap i els seus guardaespatlles en qualsevol moment, poden millorar les seves possibilitats d'enfrontar i derrotar els diversos generals responsables de certs aspectes de l'ofensiva i la defensa del cap de la banda, eliminant-los del joc. Per exemple, en eliminar el traficant d'armes d'una banda, els membres de la banda deixaran d'estar tan armats o dispararan menys trets per conservar municions; assassinar l'oficial de reclutament de bandes redueix de manera similar la mida de la força protectora de cap de la banda. El jugador decideix si matar els generals o saltar-los completament abans d'enfrontar-se al cap. Tot i això, les bandes no es poden erradicar completament de la ciutat sense rastrejar i matar a tots els generals i els caps.
Igual que altres jocs de món obert, el jugador fa servir atacs cos a cos, armes i explosius per combatre les forces enemigues i poder córrer, pujar edificis, saltar pels terrats o utilitzar vehicles per voltar per la ciutat. Crackdown inclou una sèrie d'habilitats basades en els personatges que es poden millorar per augmentar trets específics que es poden utilitzar en el combat, la conducció o l'agilitat a peu. Aquestes habilitats inclouen: "Agilitat", cosa que augmenta la capacitat de l'agent per saltar, córrer i nedar; "Conducció", afecta la forma en què pot manejar un vehicle i actualitzar-lo; "Explosius", que afecta la potència i l'abast de les armes explosives i la potència explosiva; "Força" que augmenta la força de l'Agent, és a dir, augmentant la seva capacitat per aixecar i llançar objectes, així com la dificultat amb què pot atacar un adversari i augmenta la salut; i "Armes de foc", que millora l'aptitud del personatge amb les armes. Les habilitats de Crackdown provoca poques concessions al realisme: les habilitats dels personatges són similars a les dels superherois de còmics o personatges de dibuixos animats. Aquest concepte es ressalta encara més amb els contorns de tinta dibuixats al voltant dels personatges del joc.
Normalment, es milloren les habilitats guanyant orbes d'experiència, que són alliberats dels enemics derrotats. El tipus d'orbes alliberats varien, segons com el jugador hagi eliminat l'enemic; per exemple, matar un enemic amb una arma obtindrà orbes d'armes de foc, mentre que si se'ls atropella amb un vehicle obtindrà orbes de conducció. Els enemics més poderosos alliberen més orbes d'experiència. No obstant això, les esferes d'Agilitat s'atorguen de manera diferent: es poden guanyar escalant edificis i buscant-los als terrats o matant un enemic des de gran altitud. El jugador també pot competir en "curses al terrat", una carrera a través d'una sèrie de waypoints a les teulades de Pacific City o carreres de cotxes per guanyar esferes d'agilitat i de conducció, respectivament. Alguns orbes especials, ben amagats, augmenten totes les habilitats dels personatges quan es troben. Una última forma de recollir orbes és guanyant Assoliments d'Xbox Live, que premien al jugador amb orbes de totes les categories d'habilitat. Cada habilitat té cinc nivells, començant per zero estrelles i acabant per quatre, amb un indicador numèric a la pantalla per indicar el grau de proximitat del jugador amb el següent nivell. En cas que el personatge morís o ferís civils o agents Pacificadors de l'Agència, la seva experiència s'alentirà, cosa que dificultarà temporalment la millora dels trets del personatge.
La ciutat de Pacific City pot ser explorada completament des del començament del joc, permetent al jugador localitzar els amagatalls de cada general i cap de banda, cosa que es pot facilitar accedint als punts de subministrament repartits per la ciutat. Una vegada que es desbloqueja un punt de subministrament, el jugador té l'opció de tornar-hi per viatjar a qualsevol altre punt de subministrament, reposar armes i municions o deixar armes recentment adquirides per afegir-les permanentment a la selecció d'armes. Si el jugador es mor, pot tornar a aparèixer en qualsevol punt de subministrament obert. Mentre explora, és probable que el jugador es trobi amb la resistència enemiga, amb la seva agressivitat basada en el mal que el jugador ha danyat recentment aquella banda en particular. Si el jugador és massa agressiu contra els residents que no són de bandes de Pacific City, incloent-hi els Pacificadors, són senyalitzats com a vermells i els esquadrons de l'Agència són enviats per abatre'l.
Crackdown compta amb un mode de joc cooperatiu per a dos jugadors en línia. Tots dos jugadors poden explorar la ciutat lliurement, amb la posició de l'altre jugador al mapa HUD. Els jugadors poden lluitar junts i també causar danys de foc amistós. El progrés del jugador amfitrió determina l'estat de la ciutat, inclosos els generals i els caps de banda. A tots dos jugadors se’ls atribueix la derrota d'un general o cap en el joc —que afectarà l'estat del progrés del convidat—, però se’ls requereix obtenir punts de subministrament i guanyar experiència de forma independent. Els jugadors cooperatius poden competir entre ells tant en les teulades com en carretera, si tots dos opten per participar.

## Desenvolupament
Crackdown es va preveure que milloraria la jugabilitat de Grand Theft Auto, donant al jugador "joguines" per crear els seus propis moments del joc que es poguessin compartir verbalment amb els altres. El logotip de repressió té la forma de la torre de l'Agència, modificat. Tot el camp de joc havia d'estar obert al principi, cosa que requeria la necessitat de crear una progressió per al jugador, tot i que permetia experimentar. Realtime Worlds havia contractat un conjunt d'antics desenvolupadors de Grand Theft Auto que van experimentar amb la refinació de l'element sandbox del joc. "Va ser una part important la idea de deixar que la gent fes coses", El productor Phil Wilson de Realtime Worlds va dir sobre el joc; "els provadors farien coses que ens deixaven completament impressionats". Dave Jones, CEO de Realtime Worlds, va descriure el concepte del joc com "Com recompensem algú per simplement divertir-se?" Inicialment, havien planejat tenir 200 Fites d'Xbox Live per al joc amb aquest propòsit, va superar el límit actual de 50 establert per Microsoft i va pressionar Microsoft perquè aixequés el límit. Posteriorment, Microsoft va augmentar el nombre màxim d'assoliments en un joc a 80. Mitjançant les proves de joc, l'equip va notar que molts jugadors realitzaven certes accions fora de la línia del joc, com ara pujar al cim de la torre de l'Agència. Van crear contingut dins del joc per premiar el jugador per realitzar aquestes accions; per exemple, van crear un procediment de renderització especial per als núvols durant el cicle dia/nit del joc. El renderitzador es comportaria de manera diferent cada dia i només es podia veure des de dalt de la torre de l'Agència. Un temor inicial de Jones era que a la primera part del joc, quan l'agent no té energia, el jugador no s'adonés del potencial del joc i no el completaria; "La gent no n'estava del tot segura, perquè a aquest nivell ets com la majoria de personatges de la majoria dels altres jocs". Jones també va expressar la seva preocupació que "aquest joc no es veu bé a les captures de pantalla". Van fer dos passos importants per superar-ho. En primer lloc, la demostració del joc a Xbox Marketplace permetia un creixement accelerat de les habilitats del jugador. En segon lloc, el joc complet incloïa cinc clips pel·lícules dins del joc que es presentarien ben aviat al jugador i que els donarien el gust pel que podia fer un personatge amb molta energia.
Wilson va afirmar que el desenvolupament del joc va començar el 2002 amb l'objectiu de llançament el 2005 per a l'Xbox original. Nou persones van estar involucrades en el desenvolupament inicial durant dotze mesos amb plans per ampliar-se a 35 durant el desenvolupament complet. El febrer de 2004, van poder oferir una demostració jugable, però van reconèixer que encara hi havia diversos desafiaments amb la progressió del joc. Per exemple, l'equip va presentar "habilitats per matar" on els punts d'habilitat només es premiaven per matar enemics en lloc de permetre al jugador guanyar-los amb oportunitats menys arriscades. També van incloure els informes freqüents de les probabilitats actuals d'èxit del jugador per a un jugador de derrotar un cap de banda per evitar que el jugador es frustrés en intentar lluitar contra caps de bandes més enllà del seu nivell.
El 2004, Microsoft va aportar a l'equip el maquinari de Xbox 360 i va suggerir de traslladar el joc a aquest sistema, amb una data de llançament a la primavera del 2006. El novembre de 2004, la totalitat de Pacific City estava creada i era possible el mode cooperatiu. Tanmateix, el gener del 2005 es van canviar al motor de joc Renderware 4, que va causar molts problemes i es va considerar un "greu error" per Wilson. Microsoft va poder proporcionar programadors addicionals per ajudar durant el 2006 a corregir els problemes, just a temps per crear una demostració per l'E3 de 2006. Wilson va admetre que quan es va estrenar Crackdown, l'equip pensava que el joc estava poc preparat per debutar. "Quan vam arribar al final de la preproducció, teníem una insuficient manca de personal i teníem un pressupost excessiu", segons en Wilson.
Microsoft va trobar que l'octubre del 2006, el joc havia caigut en un baix 30% en la reacció dels jugadors de prova de tots els jocs que actualment estaven en proves, i en un baix 50% en interès, tot i que les xifres van millorar al cap d'un mes. Per ajudar el projecte amb dificultats, Microsoft va decidir empaquetar la versió de prova de multijugador de Halo 3 amb el joc. "Va ser un gran impuls", segons Wilson. Jones també va ser positiu pel que fa al conjunt amb la prova de Halo 3; "Sabíem una mica que Crackdown necessitaria tanta ajuda com es pogués per arribar a les mans dels jugadors ... Com sempre hem dit: és un joc del jugador. No es ven en la captura de pantalla. Així [la beta de Halo 3] va estar bé".
Pacific City es compon de 495 "illes de ciutat" entre els quals el jugador podria viatjar, segons Jami Johns de Microsoft Game Studios. Calia provar cada bloc per separat, de manera que Microsoft Game Studios va dissenyar una eina de programari per fer un seguiment dels problemes quan el joc estava en proves. Per exemple, l'eina va ser capaç d'identificar els blocs on el rendiment va caure o el joc es va col·lapsar, cosa que va permetre als desenvolupadors redissenyar l'àrea per eliminar els problemes. Es va utilitzar una altra eina per a les "costures" entre blocs de ciutats i va incloure una captura de pantalla just abans de qualsevol problema, cosa que va reduir significativament el temps de depuració del joc; aquesta eina també es va utilitzar amb Forza Motorsport 2. Tanmateix, l'equip havia trobat alguns errors durant les proves que realment funcionaven bé com a mecànica del joc sense deixar de banda el balanç del joc. Per exemple, la capacitat de conduir el SUV de l'Agència en pujar una paret vertical quan el jugador ha superat al màxim la seva habilitat de conduir era originalment un error dins del joc.

### Promoció
Es va llançar una demo de Crackdown a través del Xbox Live Marketplace el 23 de gener de 2007. La data original era el 18 de gener de 2007, però es va retardar a causa del procés de certificació de Microsoft. Aquesta demo inclou tant el joc per a un sol jugador com el cooperatiu, però no permet la cooperació directa, com es veu a Gears of War. Els membres del compte Silver van rebre la demo una setmana després. La demo dura, com a màxim, una hora, amb un temporitzador que comença quan el jugador adestra una habilitat al segon nivell, ha eliminat dos dels generals d'una banda o ha estat jugant durant mitja hora. En aquest moment, s'iniciarà un temporitzador de 30 minuts, que acabarà automàticament la demo. Durant la demo, les habilitats del joc es poden entrenar fins al màxim nivell, i això es produeix a un ritme accelerat per donar als jugadors un exemple de capacitats de nivell superior. La demo de Crackdown va batre ràpidament els rècords de descàrregues del Xbox Live Marketplace de Microsoft, convertint-se en la demo més descarregada durant un període de 24 hores i un període de set dies (una setmana). La setmana següent al seu llançament, la demo de Crackdown va ser el segon joc de Xbox Live més jugat després de Gears of War. La demo es va convertir en la més descarregada i més jugada en general el març del 2007.
Totes les còpies de comanda prèvia i especialment marcades de Crackdown van incloure una invitació a la prova beta de l'esperat Halo 3. El disc de joc de Crackdown era necessari per descarregar i fer anar la beta de Halo 3 a través dels menús del joc. El 10 d'abril de 2007, Bungie va anunciar que la versió beta estaria disponible per descarregar per als propietaris d'aquesta còpia de Crackdown el 16 de maig de 2007. Aquesta beta era jugable durant tres setmanes des que es va poder descarregar.

### Contingut descarregable
El 19 de febrer de 2007, es va posar a disposició del joc un paquet descarregable gratuït. El paquet inclou quatre nous agents masculins jugables, tres dels quals tenen un tocat únic i millorable. Una actualització gratuïta es va llançar l'11 de maig de 2007, que permet al jugador restablir bandes, facilita la cerca de les esferes, millora la visibilitat de l'anell de trucs, millora la segmentació i els angles de la càmera quan condueix i proporciona diverses altres correccions menors. Aquesta actualització també inclou un nou atac terrestre.
El 10 de maig de 2007 es van llançar dos paquets de contingut descarregable. El paquet "Free-For-All", que està disponible de franc, afegeix un mode anomenat "Keys to the City" al menú principal. Permet al jugador col·locar qualsevol vehicle i emmagatzemar-lo a l'Agència i permet al jugador entrar en el mode "Keys to the City" que permet modificar les estadístiques de l'agent o crear diversos elements i altres efectes, però desactiva el progrés dins del joc. El paquet addicional "Gettin' Busy", introdueix nous vehicles i armes, noves missions secundàries i curses de carrer. A partir del 6 de setembre de 2007, el paquet "Gettin' Busy" s'ha comprat a Xbox Live unes 200.000 vegades.
L'actualització del títol de maig de 2007 i el contingut descarregable es van enllaçar amb un glitch que restablia un seguit de partides guardades de diversos jugadors quan jugaven al mode cooperatiu del joc. Els desenvolupadors es van disculpar pel problema i van oferir una solució temporal, tot i que les partides guardades ja perdudes pel problema no es podien recuperar. El 16 de maig de 2007, es va llançar una nova actualització del títol, que resolia el problema, a més de solucionar problemes amb l'accés a la beta de Halo 3.

### Banda sonora
El tema principal del joc és "Paradise Bird Theory" de DJ Krush.
Crackdown inclou més de 100 pistes de música electrònica i sampleigs per diversos músics de videojocs independents, inclosos Amon Tobin, Atlas Plug, Celldweller i Hybrid. El supervisor musical Peter Davenport va ser l'encarregat de seleccionar la música per al joc, una tasca que va trigar tres anys a completar-se. Davenport va ser autoritzat a seleccionar música de qualsevol font donada la premissa i les missions dins del joc, i va treballar amb els caps de so a Realtime Worlds per donar forma a la banda sonora completa, mantenint-la "fosc i nefasta", en comptes de "superalta energia".

## Rebuda
Crackdown va rebre crítiques generalment favorables per part de crítics de jocs que van elogiar l'enfocament del món obert. Els crítics van comentar molt els gràfics del joc, tant la ciutat detallada com la gran distància de dibuix, i l'ombra cel·lular dels personatges; 1UP va comentar "és millor deixar que un joc s'acosti a la realitat amb els seus propis termes estètics que no pas ser hiperrealista". X-Play va incidir, "És una explosió absoluta de joc i, sens dubte, un dels millors jocs de superherois fets fins ara", i IGN resumint, "En general, l'emoció de saltar com un cangur mutant de terrat a terrat no té rival!" La funció de joc cooperatiu a través de Xbox Live va ser ben rebuda; Eurogamer va escriure, "És possible que pugueu escollir i saltar a qualsevol de les ciutats dels vostres amics o fins i tot de desconeguts, però, és probable que continuï mantenint aquest brunzit.", i 1UP va coincidir, remarcant "Representa el millor joc de sandbox multijugador en línia, i si no el primer, li falta poc". Les ressenyes van criticar la manca d'alguna història apreciable dins del joc i la curta durada del joc central; argumentava IGN "Crackdown no durarà tant, és desigual i la història i la música són una salsa feble".
Crackdown no s'esperava que fos un bon joc, perquè estava lligat a l'esperada beta multijugador de Halo 3. Tot i això, el joc va superar moltes expectatives; en una revisió, Gabe Graziani de GameSpy va fer als lectors la pregunta retòrica; "Fixeu-vos que no he esmentat l'oferta de beta de Halo 3 durant tot aquest article? Això es deu al fet que és completament irrellevant quan es mira a Crackdown, és un joc sòlid que ofereix exactament el que promet: un sandbox gegant per netejar".
El joc va rebre el premi de "Millor joc d'acció i aventura" i "Millor ús de l'àudio" del BAFTA de 2007. i també va guanyar el premi "Millor debut" al Game Developers Choice Awards de 2008. El joc va rebre el Premi a la Innovació als Develop Awards de 2007, per la revista Develop. Game Informer el va incloure com un dels jocs top 50 de 2007, citant la seva experiència única i diversos altres elements. Van classificar els agents com els vuit herois principals del 2007 i van escalar l'edifici més alt de la ciutat com el nou moment més important del 2007.

### Vendes
Crackdown es va estrenar amb vendes molt fortes. Durant la setmana del seu llançament mundial, el febrer de 2007, va ser el joc de Xbox 360 més venut de l'Amèrica del Nord, Japó, i el Regne Unit. El joc va ser el més venut a l'Amèrica del Nord durant el mes de febrer de 2007, amb 427.000 còpies venudes. En última instància, a finals de 2007, el joc va vendre 1,5 milions de còpies globalment. Va rebre un premi de sèrie "Gold" de l'Entertainment and Leisure Software Publishers Association (ELSPA), indicant vendes d'almenys 200.000 còpies al Regne Unit. El joc no es va vendre a Alemanya a causa de la decisió de la USK de no classificar el joc; segons GameSpot, això es va deure a la legislació pendent en aquell moment per crear sancions penals per als jocs que incloïen "violència cruel sobre humans o personatges d'aspecte humà".